# Rio Arz
Arz é um rio localizado na França.